# Mehmet Altınsoy
Mehmet Altınsoy né en 1924 à Aksaray et mort le 17 février 2007 à Ankara, est un homme politique turc.
Diplômé de la faculté de droit de l'Université d'Ankara. Avocat de formation, représentant du parti républicain de la nation paysanne (CKMP) à l'Assemblée constituante en 1961. Député de Niğde (1961-1969, 1973-1977) et Aksaray (1995-1999), maire d'Ankara (1984-1989) (premier maire métropole d'Ankara). Ministre d'État (1965 et 1996-1997).